# Список заслуженных мастеров спорта России по бадминтону
Звание «заслуженный мастер спорта России» введено в 1992 году; первыми заслуженными мастерами спорта России по бадминтону стали в 2010 году первые в истории и советского, и российского спорта чемпионки Европы — Нина Веслова и Валерия Сорокина.

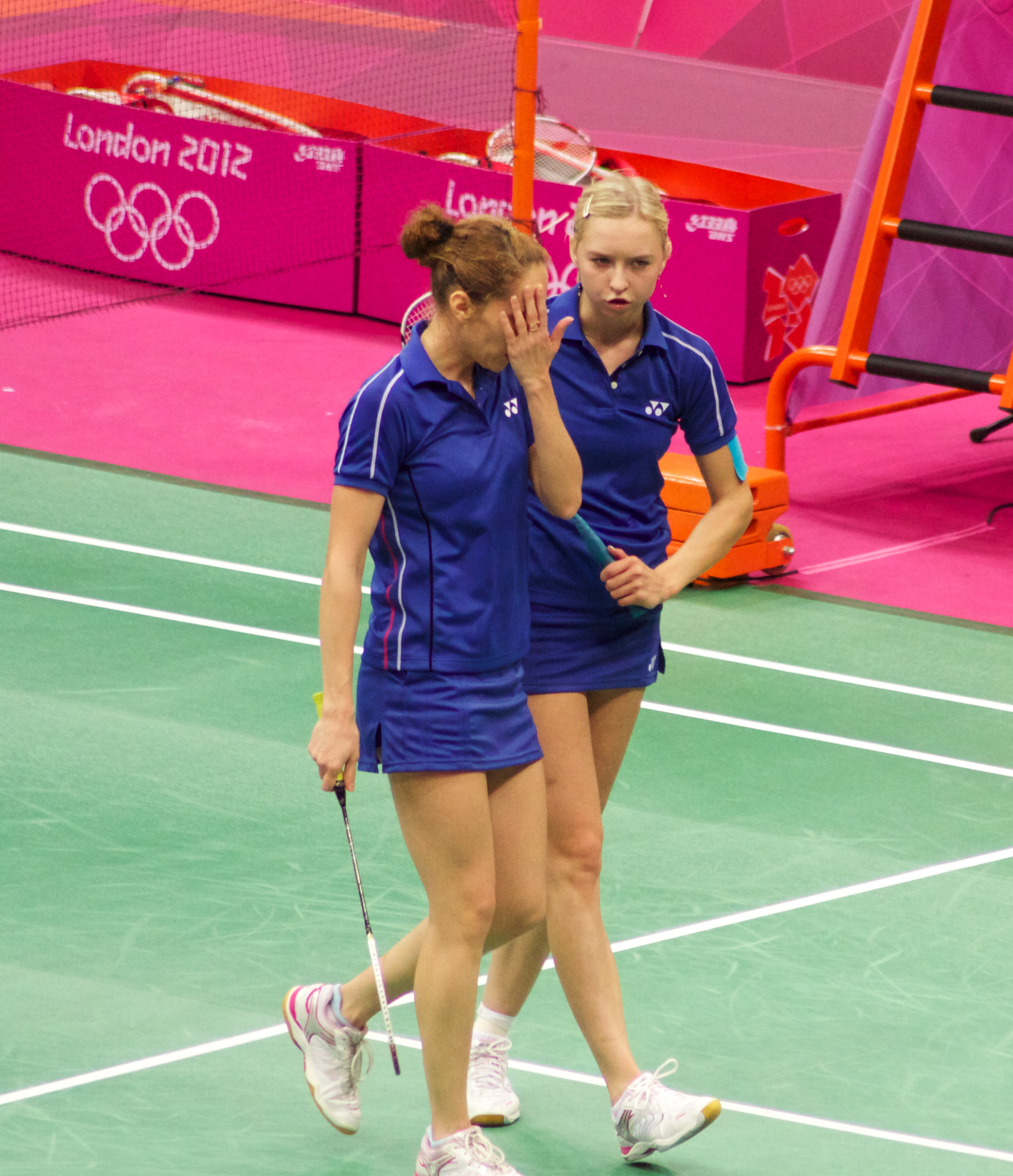
Нина Вислова и Валерия Сорокина
на Олимпийских играх 2012 года

## Список
В списке у каждого ЗМС указываются:

 год рождения (или годы жизни);

 место жительства (субъект федерации) на момент присвоения звания;

 основные достижения на международной арене на момент присвоения звания. 

### 2010
13 октября
- Вислова, Нина Геннадиевна (1986; Нижегородская обл.)
- Сорокина, Валерия Михайловна (1984; Нижегородская обл.)

— чемпионки Европы 2010, бронзовые призёры ЧЕ 2008 в женском парном разряде; серебряные призёры командного ЧЕ 2010, бронзовые призёры ЧЕ среди смешанных команд 2009.

### 2014
6 октября
- Иванов, Владимир Александрович (1987; Челябинская обл.) — чемпион Европы 2014 в мужском парном разряде, бронзовый призёр ЧЕ 2014 в одиночном разряде, ЧЕ среди смешанных команд 2009, 2011, 2013.

### 2017
22 февраля
- Созонов, Иван Андреевич (1989; Москва) — чемпион Европы 2014, бронзовый призёр ЧЕ 2016 в мужском парном разряде, бронзовый призёр ЧЕ среди смешанных команд 2009, 2011, 2013.